# هجام (اسم)
هجام هو اسم علم مذكر من أصل عربي، ومعناه هو الشجاع، الكثير الهجوم على الخصوم، والأسد.

## وصلات خارجية
- موسوعة السلطان قابوس لأسماء العرب